# Захарьев, Николай Ильич
Николай Ильич Захарьев (25 апреля 1902, Малоархангельск, Орловская губерния — 1980, Фрунзе) — советский хозяйственный, государственный и политический деятель, Герой Социалистического Труда, доктор сельскохозяйственных наук, профессор, академик АН Киргизской ССР (1954).

## Биография
Родился в 1902 году в Малоархангельске. Член КПСС с 1941 года.
С 1924 года — на хозяйственной, общественной и политической работе. В 1924—1956 гг. — красноармеец, контроль-ассистент в Москолхозсоюзе, специалист по крупному рогатому скоту Сибживотноводсоюза в Новосибирске, научный сотрудник научно-исследовательского института животноводства в городе Алма-Ата Казахской ССР, заместитель директора опытной станции животноводства в городе Фрунзе Киргизской ССР, научный сотрудник, директор Киргизского НИИ животноводства, заместитель Наркома земледелия Киргизской ССР, вице-президент АН Киргизской ССР, заведующий лабораторией растительных кормов Института ботаники АН Киргизской ССР.
Указом Президиума Верховного Совета СССР от 13 марта 1969 года присвоено звание Героя Социалистического Труда с вручением ордена Ленина и золотой медали «Серп и Молот».
За выведение новой породы крупного рогатого скота «Алатаусская» был в составе коллектива удостоен Сталинской премии 2-й степени в области сельского хозяйства 1951 года.
Умер во Фрунзе в 1980 году.